# Mediador químico
Mediadores químicos da inflamação são compostos derivados do hospedeiro que são secretados por células ativadas e servem para ativar ou aumentar aspectos específicos da inflamação. Estes compostos são ditos pró-inflamatórios, significando que eles promovem ou retroalimentam o processo de inflamação.
Mediadores Químicos da Inflamação
```
     Patologia - Mediadores Químicos da Inflamação
```

Mediadores inflamatórios são compostos derivados do hospedeiro que são
secretados por células ativadas e servem para ativar ou aumentar aspectos
específicos da inflamação. Estes compostos são ditos pró-inflamatórios,
significando que eles promovem inflamação. Muitas das citocinas atuam como
mediadores da inflamação. Estes, por sua vez, são classificados em 4 grupos:
```
   aqueles com propriedades vasoativas e de leve contração muscular;
   aqueles que atraem outras células e são chamados de quimiotáticos;
   enzimas;
   
proteoglicanos
.
```

Estas categorias não são mutuamente exclusivas e muitos mediadores podem ser
designados para mais de um grupo.
MEDIADORES VASOATIVOS E CONSTRITORES DO MÚSCULO LISO
1. Histamina: encontra-se amplamente distribuída nos tecidos e sua fonte mais
rica são os mastócitos normalmente presentes no tecido conjuntivo adjacente aos
vasos; também é encontrada em basófilos e em plaquetas sangüíneas. A histamina
pré-formada está presente nas granulações dos mastócitos e é liberada como
resposta a diversos estímulos ( traumatismos, reações imunes que envolvam a
ligação de Ac aos mastócitos, etc.). É considerada como o principal mediador da
fase imediata, e exerce seus efeitos fisiológicos através da interação com 3
diferentes tipos de receptores da célula-alvo, designados H1, H2 e H3. Efeitos
da ligação com tais receptores:
- H1: contração da musculatura lisa dos brônquios, intestino e útero, e aumento
da permeabilidade do capilar venoso. Drogas anti-histamínicas bloqueiam estes
receptores.
- H2: aumenta a secreção de ácido gástrico e de muco nas vias aéreas. ,
- H3: afeta principalmente a síntese da histamina e sua liberação.
2. Metabólitos do Ácido Araquidônico (AA): O metabolismo do AA segue 2 vias
principais. Uma delas, a via da Ciclooxigenase, conduz à geração de
prostaglandinas (PGE2, PGD2, PGF2, PGI2 e Tromboxane TXA2):
```
 - TXA2: principal produto das plaquetas, é um potente agregador plaquetário e
 vasoconstritor.
 - PGI2: causa 
vasodilatação
 e potencializa a formação do 
edema
.
 - PGE2: envolvida na patogenia da 
febre
 e da 
dor
 na 
inflamação
.
 - PGD2: principal produto da via da ciclooxigenase nos mastócitos, promove a
 dilatação vascular local e permeabilidade vascular (em menor extensão que a
 histamina), e também é 
quimiotático
 de 
neutrófilo
.
```

Drogas anti-inflamatórias não esteróides como a aspirina agem bloqueando a
síntese de prostaglandinas, inibindo a enzima COX-1, porém, farmacos mais novos como o Celebra atuam inibindo a enzima COX-2. Ambas as enzimas estão presentes na via da ciclooxigenase.
A outra via constitui a Via da Lipooxigenase cujos produtos principais são os
leucotrienos LTB4, LTC4, LTD4 e LTE4.
```
 - LTB4: poderoso agente quimiotático;
 - LTC4, LTD4 e LTE4: estimulam a contração da musculatura lisa,
 
broncoconstrição
, 
secreção mucosa
 das 
vias aéreas
 e 
rubor
 da pele.
```

Os 2 últimos, quando injetados intravenosamente, podem causar hipotensão e
disritmia cardíaca.
Inibidores de leucotrienos têm sido testados e mostraram-se eficientes no
tratamento da asma.
3. Fator de Agregação Plaquetária (PAF): é liberado por mastócitos e plaquetas,
podendo também ser produzidos por outras células ativadas. Efeitos: 1) estimula
a agregação plaquetária; 2) ativação e desgranulação de neutrófilos e
eosinófilos; 3) ativação de complemento; 4) estimula síntese de prostaglandinas
e LTC4; 5) estimula produção de colagenases e outras proteínases que degradam a
matriz extracelular, promovendo a destruição da cartilagem nas artrites
inflamatórias; 6) é o mais potente quimiotático de eosinófilos conhecido; 7)
quando injetado na pele, causa rubor e infiltração leucocitária; 8) quando
inalado, causa broncoconstrição aguda, infiltração de eosinófilos, e um estado
de hiper-reatividade brônquica não específica; 9) injetado intravenosamente,
pode causar uma ampla ativação de neutrófilos, plaquetas e basófilos, assim como
uma profunda hipotensão. O PAF atua diretamente na célula-alvo através de
receptores específicos. Deste modo, o PAF é capaz de desencadear a maioria das
características cardeais da inflamação.
4. Adenosina: é liberado através da desgranulação dos mastócitos e pode se ligar
a receptores de superfície de muitos tipos celulares. Causa broncoconstrição e
estimula a secreção de fluido do epitélio intestinal.
5. Óxido Nítrico: é um mediador relativamente 'moderno' da inflamação. Em 1980
foi demonstrado que a vasodilatação produzida pela acetilcolina pressupunha um
endotélio íntegro. Como resposta, as células endoteliais produziam um Fator de Relaxamento Derivado do Endotélio (EDRF), que levava a um relaxamento da
musculatura lisa. Posteriormente, foi demonstrado que o endotélio vascular
produzia NO, que apresentava propriedades físicas e biológicas do EDRF. O No
aumenta a concentração de GMPc intracelular, que medeia o relaxamento e produz
vasodilatação. A produção de NO é ativada pela entrada de Cálcio no interior da
célula. Além de promover o relaxamento da musculatura lisa, o NO desempenha
papéis importantes na inflamação: reduz a agregação plaquetária; produzido pelos
macrófagos, atua como radical livre sendo citotóxico para determinados micróbios
e células tumorais. A produção descontrolada de NO pelos macrófagos no choque séptico pode levar a uma vasodilatação periférica maciça e a choque.
6. Outros mediadores: os neuropeptídeos, como a substância P, causam dilatação e
aumento da permeabilidade vascular, tanto diretamente como através do estímulo à
liberação e à produção de eicosanóides (prostaglandinas e leucotrienos) pelos
mastócitos.
```
MEDIADORES QUIMIOTÁTICOS
```

Quimiotaxia: locomoção orientada das células em direção a um gradiente de concentração de uma molécula quimiotática, ou no caso, em direção ao local de
inflamação ou resposta imune. Tanto substâncias exógenas ( como produtos bacterianos) quanto substâncias endógenas podem atuar como quimioatratores. Os
mastócitos e basófilos produzem e liberam compostos capazes de interagir com
outros leucócitos, aumentando assim sua migração em direção ao local de
liberação desses compostos, sendo portanto, chamados mediadores quimiotáticos.
Além de estimular a locomoção, muitos fatores quimiotáticos ( principalmente
quando presentes em altas concentrações), induzem outras respostas nos
leucócitos, denominadas de ativação leucocitária. Estas respostas incluem:
```
   Produção de metabólitos do ácido aracdônico ( como já citado);
   Desgranulação e secreção de 
enzimas lisossômicas
 e ativação do surto
   oxidativo (induzidos pela ativação da 
proteinoquinase
 mediada pelo
   
diacilglicerol
, produzido pela ligação do quimioatrator à 
membrana da célula
);
   Modulação das moléculas de adesão leucocitária ( levando a uma firme adesão
   dos leucócitos, necessária à posterior 
transmigração
 através do endotélio).
```

Com relação ao aspecto quimiotaxia, são os seguintes compostos os mais
importantes:
```
 
Citocinas
: 
IL-1
, 
IL-8
, 
TNFa
 e 
TNFb
 ;
 Componentes do Complemento: especificamente 
C5a
;
 PAF ( direcionado a neutrófilos e eosinófilos);
 Produtos da via lipoxigenase, basicamente LTB4.
```

1. Citocinas
IL-8: poderoso quimioativador e ativador de neutrófilos, com atividade limitada
sobre monócitos e eosinófilos. Indutores mais importantes: IL-1 e TNFa .
Pertence a uma família de pequenas proteínas estruturalmente semelhante,
denominadas atualmente de QUIMIOQUINAS, que incluem, além do IL-8:
```
 
Proteína quimioatratora de monócitos
 ( 
MCP-1
);
 
RANTES
, quimiotático para 
timócitos
;
 PAF 4: atividade quimiotática para neutrófilos, monócitos e principalmente
 eosinófilos ( atividade liberadora de histamina em mastócitos).
```

IL- 1: é produzida praticamente por todas as células nucleadas, incluindo
membros da linhagem monócito-macrófago, NK, clones de LT, queratinócitos,
células dendríticas, fibroblastos, neutrófilos, células endoteliais e do músculo
liso. São encontradas nas formas IL-1a e IL-1b , que possuem 26% de similaridade
na seqüência de aminoácidos e são codificados por diferentes genes. Contudo,
suas atividades biológicas são idênticas e ambos se ligam com a mesma afinidade
aos receptores de membrana. Algumas células também expressam o gene Para a
proteína IL-1Receptor Antagonista ( IL-1RA ) que compete biologicamente pela
ligação aos receptores de IL-1, sendo portanto um inibidor competitivo de IL-1a
e IL-1b .
Alguns tecidos, como a pele, possuem sempre certa quantidade de IL-1, assim como
o líquido amniótico, suor e urina. Em contraste, macrófagos e a maioria das
células produzem IL-1 em resultado a um estímulo como LPS, urato, toxinas , etc.
Durante a resposta imunológica a produção de IL-1 é inicialmente desencadeada
pelo contato com LT e pode ser aumentado em resposta a TNF, IL-2 (liberada pela
célula T quando ativada ) ou leucotrienos.
Os receptores para IL-1 estão presentes em quase todas as células nucleadas. Há
dois tipos de receptores: o tipo I (IL-1RI) transmite sinais intracelularmente,
sendo responsável pela sinalização de IL-1 nas células responsivas. Agora o
receptor tipo II (IL-1RII)não passa sinais intracelularmente , mas possui um
domínio extracelular que é liberado nos locais da inflamação e no soro durante
as inflamações sistêmicas. Funciona então como um inibidor endógeno da
inflamação, principalmente porque se liga fortemente a IL-1b - que é o tipo de
IL-1 produzida em maior quantidade pelos monócitos.
Os receptores para IL-1 são sempre expressos nas células responsivas , mas seus
níveis podem ser modulados por IL-3, IL-4 e corticosteróides, que aumentam a
expressão de IL-1RII e assim diminuem a responsividade a IL-1.
TNF: é expresso em duas formas: TNFa e TNFb ( ou linfotoxina ). TNFa foi
descoberto em animais tratados com LPS induzindo a formação de necrose
hemorrágica; é produzida predominantemente por macrófagos ativados, enquanto
TNFb é primariamente um produto de linfócitos T ativado. TNFa e b se ligam aos
mesmos receptores de membrana e tem efeitos semelhantes. Contudo, não idênticos
porque o TNFb se liga a LTb ( receptor de MB expresso em linfócitos T e B e em
algumas células mielomonocíticas). O complexo TNFb /LTb estimula
intracelularmente o desenvolvimento de órgão linfóides.
Foram detectados dois tipos de receptores para TNFa e b ; o tipo I promove
atividade citotóxica, enquanto o tipo II promove a proliferação de linfócitos T.
Ações de Ll-1 e TNF: IL-1 e TNF são citocinas que, embora com diferenças
estruturais, compartilham muitos efeitos biológicos. São produzidas por
macrófagos ativados e sua secreção pode ser estimulada por complexos imunológico, toxinas, lesão física entre outros desencadeantes do processo
inflamatório.
No endotélio, induzem uma série de mudanças ( segundo o nível de estímulo para a
transcrição de genes) chamado de ativação do endotélio, ocorre aumento da
produção de moléculas de adesão e mediadores químicos ( citocinas, quemoquinas,
fatores de crescimento, NO ). Promovendo assim a marginação e migração dos
leucócitos para o local da inflamação.
IL-1 e TNF também induzem as respostas da fase aguda associados a infecção ou a
lesão, incluindo-se febre, perda de apetite, sono de ondas curtas, liberação de
neutrófilos na circulação, liberação de ACTH e corticosteróides e
particularmente TNF está relacionado com hipotensão, aumento dos batimentos
cardíacos e abaixamento do pH sangüíneo.
IL-1 e TNF são secretados por CAA em contato com Ag e moléculas de MHC de
células T helper, promovendo então sinal coestimulatório para a ativação da
célula T. Também agem paracrinamente nas células Th aumentando a secreção de
IL-2, além de promover o crescimento e diferenciação de células B.
Componentes do Complemento: C5a é um poderoso agente quimiotático para
neutrófilos, monócitos, eosinófilos e basófilos.
Produtos da via lipoxigenase, basicamente LTB4: o leucotrieno B4 , causa
agregação e adesão dos leucócitos ao endotélio venular, além de ser um poderoso
agente quimiotático.
Alguns outros mediadores quimiotáticos:
```
 
ECF-A
: 
fator quimiotático de eosinófilos da anafilaxia
;
 
HMW-NCF
: 
fator de quimiotaxia para neutrófilo de alto peso molecular
.
```

MEDIADORES ENZIMÁTICOS
I) PROTEASES PLASMÁTICAS
O conjunto das proteases plasmáticas compreende 3 sistemas que se
inter-relacionam:
1. Sistema Complemento
Complemento é um termo coletivo, usado para designar um grupo de proteínas do
plasma e da membrana celular que desempenham um papel fundamental nos processos
de defesa do hospedeiro.
O Sistema Complemento compõe-se de mais de 25 proteínas que são encontradas em
maior concentração no plasma e também nas membranas celulares. Este sistema
funciona no sistema imunológico mediando uma série de reações biológicas todas
elas servindo para a defesa contra agentes microbianos. As conseqüências
fisiológicas da ativação do complemento são:
```
 
opsonização
: preparo de células estranhas para a fagocitose;
 
ativação celular
: geração de fragmentos peptídicos que regulam aspectos das
 respostas imune e inflamatória;
 
lise
 dos organismos-alvo (
células
, 
bactérias
, 
vírus
 com envoltório).
```

As proteínas do Sistema Complemento podem atuar através de 2 vias:
- Via Clássica: que é ativada por complexos Ag-Ac e é mais rápida. Os
componentes da Via Clássica são: C1q, C1r, C1s, C2, C3, C4, C5, C6, C7, C8 e C9.
O componente C3 é ode maior concentração no plasma
- Via Alternativa: que não precisa dos Ac para sua ativação e sim de uma série
de estímulos, em grande parte não-imunológicos. É mais lenta. Os componentes da
Via Alternativa são: properdina, fator B e fator D.
Os componentes principais do Sistema Complemento que possuem atividade biológica
na inflamação são C3a e C5a. C3a é produzido pelas vias Clássica e Alternativa
através da clivagem do componente C3 por enzimas encontradas em vários tecidos e
em bactérias. O C3a aumenta a permeabilidade vascular na microcirculação
(pequenas arteríolas, capilares e vênulas) e conseqüente exsudação de proteínas plasmáticas, caracterizando o edema inflamatório. C5a é liberado pela ativação
do complemento ou por clivagem direta do componente C5 pela tripsina, proteases
bacterianas e enzimas encontradas nos lisossomos neutrofílicos e nos macrófagos.
O C5a induz o aumento da permeabilidade vascular e é altamente quimiotático aos
neutrófilos, basófilos e monócitos. Ele também aumenta a adesão dos leucócitos
ao endotélio. Os componentes C3a e C5a que aumentam a permeabilidade são
chamados anafilatoxinas. Eles agem principalmente pela liberação de histamina
dos mastócitos e das plaquetas. O C5a também ativa a via lipoxigenase do
metabolismo do ácido aracdônico nos neutrófilos e macrófagos levando à formação
de outros mediadores de maior permeabilidade e quimiotaxia a partir dessas
células. Além do C3a e C5a, há outros componentes do Sistema Complemento
envolvidos na inflamação:
```
 - 
C3b
 e 
C3bi
 que são importantes opsoninas que reconhecem os receptores nos
 neutrófilos, macrófagos e eosinófilos.
 - 
C5b-9
: o CAM (
Complexo de ataque à membrana
). Ele é o componente lítico
 final do complemento e está envolvido na lesão das 
células parenquimatosas
.
```

2. Sistema Cinina
O sistema gerador de cinina é também importante na formação de mediadores no
sangue. Esse sistema resulta na liberação de bradicinina, um nonapeptídeo que
aumenta a permeabilidade vascular, provoca vasodilatação, hipotensão, dor,
contração de muitos tipos de músculo liso e ativação de fosfolipase A2 com
ativação auxiliar do metabolismo celular do ácido aracdônico. A ação da
bradicinina tem curta duração porque ela é rapidamente inativada por uma enzima
chamada cininase.
3. Sistema de Coagulação
O passo final da cascata de coagulação é a conversão do fibrinogênio em fibrina
através da ação da trombina. Durante essa conversão são formados
fibrinopeptídeos, os quais induzem um aumento da permeabilidade vascular e da
atividade quimiotática leucocitária.
II) PROTEASES LISOSSOMAIS
Os neutrófilos e monócitos possuem grânulos lisossômicos que, quando liberados,
podem contribuir para a resposta inflamatória. Os neutrófilos possuem em seus
grânulos específicos, além de outras enzimas, proteínas catiônicas, hidrolases
ácidas e algumas proteases neutras.
```
 
Proteínas catiônicas
: grupo heterogêneo de proteínas que aumentam a
 permeabilidade vascular, causam quimiotaxia dos monócitos e inibem a
 movimentação de outros monócitos e eosinófilos.
 
Hidrolases
 ácidas: degradam bactérias e restos de material em pH ácido, dentro
 dos 
lisossomos
 onde o pH ácido é rapidamente alcançado.
 
Proteases
 neutras: Essas enzimas (
colagenase
 , 
elastase
, 
catepsinas
, etc ) são
 capazes de degradar vários constituintes extracelulares como o 
colágeno
, a
 
membrana basal
, a 
fibrina
, a 
elastina
 e a 
cartilagem
, resultando em
 destruição tissular.
```

Os monócitos também contem hidrolases ácidas, colagenase e elastase.
Os mastócitos e basófilos possuem em seus grânulos tipos específicos de
proteases neutras e hidrolases lisossômicas.
```
 Proteases neutras - 
Triptase
: Pode clivar C3 originando C3a, além de poder
 alterar muitas das proteínas da cascata de coagulação. Também é um potente
 
fator de crescimento
 para os 
fibroblastos
.
 Hidrolases lisossômicas - beta hexosaminidase e beta glicoronidase: têm-se
 especulado que essas enzimas são capazes de degradar substâncias tais como os
 
sulfatos de condroitina
, mas suas funções específicas ainda são desconhecidas.
```

PROTEOGLICANAS
Os grânulos dos mastócitos e basófilos são ricos em proteoglicanas, que formam a
matriz estrutural desses grânulos e que também servem de sítios de ligação para
a heparina e outros mediadores. Essas devem ser as funções primárias do sulfato
de condroitina que está presente em tais grânulos. Outras proteoglicanas,
entretanto, também têm uma atividade regulatória intrínseca. Por exemplo, a
principal proteoglicana granular nos mastócitos humanos é a heparina, que tem
atividade anticoagulante e também é capaz de modular a atividade da triptase.
```
RADICAIS LIVRES
 DERIVADOS DO OXIGÊNIO
```

Os principais radicais são: o ânion superóxido, o peróxido de hidrogênio e o
radical hidroxila. Esses metabólitos podem se combinar com o NO para formar
outros intermediários reativos do nitrogênio. A liberação extracelular de baixos
níveis desses potentes mediadores pode aumentar a expressão de quemoquinas (por
exemplo, IL-8), citocinas e moléculas de adesão endotelial de leucócitos,
amplificando a cascata que culmina na resposta inflamatória. Em níveis altos, a
liberação desses potentes mediadores pode ser prejudicial ao próprio organismo.
Eles estão envolvidos com as seguintes respostas: lesão endotelial, com
conseqüente aumento da permeabilidade vascular; inativação de antiproteases,
favorecendo a ação das proteases e aumentando a destruição da matriz
extracelular; danos a outros tipos de células.
FATORES DE CRESCIMENTO
```
 
PDGF
 (
Platelet-derived growth factor
): É uma família de 
dímeros
 de 30kD que
 consistem de duas cadeias (A e B). Todas as três 
isoformas
 de PDGF (AA, AB e
 BB) são secretadas e são biologicamente ativas. PDGF causa tanto a migração
 como a proliferação de fibroblastos, células musculares lisas e monócitos e
 também tem outras propriedades inflamatórias.
```

TGF-b : funciona tanto como um fator de inibição como de estímulo. TGF-b é um
inibidor de crescimento para a maioria das células epiteliais em cultura. Seu
efeito sobre os fibroblastos e as células musculares lisas depende da
concentração e das condições de cultura. Em baixas concentrações, ele induz a
síntese e a secreção de PDGF, sendo portanto indiretamente um mitogênico . Em
altas concentrações, é um inibidor do crescimento, devido à sua capacidade de
inibir a expressão dos receptores da PDGF. TGF-b também estimula a quimiotaxia e
a produção de colágeno e fibronectina pelas células, enquanto inibe a degradação
de colágeno pela diminuição de proteases e o aumento de inibidores de proteases.
Todos esses efeitos favorecem a fibrogênese, e há cada vez mais evidências de
que a TGF-b esteja envolvida no desenvolvimento de fibrose numa variedade de
condições de inflamação crônica.

BIBLIOGRAFIA:
```
 ROBBINS. Patologia estrutural e funcional. 2ª ed. Rio de Janeiro: Guanabara
 Koogan, 1996.
 STITES, Daniel P.; TERR, Abba I.; PARSLOW, Tristam G. Medical immunology. 9th
 edition. Stamford, Connecticut : APPLETON & LANGE, 1997.
 ROITT, Ivan M.; BROSTOFF, Jonathan; MALE, David. Imunologia. 3ª ed. São Paulo:
 Editora Manole, 1994.
```